# Wereldkampioenschap softbal 2014
Het Wereldkampioenschap softbal vrouwen 2014 was de 14e editie van dit softbaltoernooi voor landenteams en het eerste dat onder auspiciën van de World Baseball Softball Confederation (WBSC) werd georganiseerd. Hiervoor was de Internationale Softbal Federatie (ISF) de verantwoordelijke wereldbond. De Koninklijke Nederlandse Baseball en Softball Bond stond garant voor de plaatselijke organisatie.
Het toernooi vond van 15 tot en met 24 augustus plaats op “Sportpark Nol Houtkamp”, de accommodatie van Olympia, in Haarlem, Noord-Holland, Nederland. Het was de eerste keer dat dit kampioenschap in Nederland én Europa plaatsvond.
Er namen zestien landenteams aan deel. In de eerste ronde werden de teams verdeeld over twee groepen en speelden daarin een halve competitie. Hierna volgde de plaatsingwedstrijden tussen de groepsnummers 1-4. De plaatsingwedstrijden tussen de groepsnummers 5-8 werd geannuleerd vanwege tijdgebrek binnen het programma dat als gevolg van de weersomstandigheden (regen) gedurende de week veelvuldig moest worden aangepast.
Het team van Japan prolongeerde de titel en veroverde daarmee voor de derde keer de wereldtitel (in 1970 werd de eerste behaald) door in de finale negenvoudig en record wereldkampioen de Verenigde Staten met 4-1 te verslaan. Het Nederlands softbalteam eindigde net als in 2012 als zesde.

## Eerste ronde
| Datum | Winnaar       | Uitslag  | Verliezer     |
| ----- | ------------- | -------- | ------------- |
| 15/08 | Japan         | 4-0      | China         |
| 15/08 | Canada        | 3-2      | Puerto Rico   |
| 15/08 | Tsjechië      | 6-3      | Cuba          |
| 15/08 | Nieuw-Zeeland | 5-1      | Rusland       |
| 16/08 | China         | 1-0      | Puerto Rico   |
| 16/08 | Japan         | 5-0      | Rusland       |
| 16/08 | Cuba          | 1-0      | Nieuw-Zeeland |
| 16/08 | Canada        | 8-1 (5)  | Tsjechië      |
| 17/08 | Cuba          | 5-3      | Rusland       |
| 17/08 | Japan         | 9-2 (6)  | Puerto Rico   |
| 17/08 | Tsjechië      | 2-0      | China         |
| 17/08 | Canada        | 8-1 (5)  | Nieuw-Zeeland |
| 18/08 | Rusland       | 3-0      | Tsjechië      |
| 18/08 | Japan         | 9-0 (5)  | Nieuw-Zeeland |
| 19/08 | Canada        | 2-0 *    | China         |
| 19/08 | Cuba          | 3-1 *    | Puerto Rico   |
| 19/08 | Nieuw-Zeeland | 7-3      | Tsjechië      |
| 19/08 | China         | 2-0      | Cuba          |
| 19/08 | Rusland       | 2-1      | Puerto Rico   |
| 20/08 | Japan         | 4-0 *    | Canada        |
| 20/08 | China         | 7-0      | Nieuw-Zeeland |
| 20/08 | Tsjechië      | 3-1      | Puerto Rico   |
| 20/08 | Canada        | 11-0 (5) | Rusland       |
| 20/08 | Cuba          | 9-0      | Japan         |
| 21/08 | Canada        | 7-0      | Cuba          |
| 21/08 | China         | 8-1 (6)  | Rusland       |
| 21/08 | Japan         | 7-0 (6)  | Tsjechië      |
| 21/08 | Nieuw-Zeeland | 3-1      | Puerto Rico   |

| # | Land          | W | V | Beslissing * |
| - | ------------- | - | - | ------------ |
| 1 | Japan         | 7 | 0 |              |
| 2 | Canada        | 6 | 1 |              |
| 3 | China         | 4 | 3 |              |
| 4 | Nieuw-Zeeland | 3 | 4 | 1-1; −4      |
|   |               |   |   |              |
| 5 | Cuba          | 3 | 4 | 1-1; −6      |
| 6 | Tsjechië      | 3 | 4 | 1-1; −10     |
| 7 | Rusland       | 2 | 5 |              |
| 8 | Puerto Rico   | 0 | 7 |              |

| Datum | Winnaar                | Uitslag   | Verliezer              |
| ----- | ---------------------- | --------- | ---------------------- |
| 15/08 | Australië              | 2-1       | Taiwan                 |
| 15/08 | Italië                 | 3-2       | Dominicaanse Republiek |
| 15/08 | Botswana               | 5-3       | Groot-Brittannië       |
| 15/08 | Verenigde Staten       | 10-0 (4)  | Nederland              |
| 16/08 | Verenigde Staten       | 7-0 (5)   | Botswana               |
| 16/08 | Taiwan                 | 5-4 (11)  | Nederland              |
| 16/08 | Dominicaanse Republiek | 14-6 (5)  | Groot-Brittannië       |
| 16/08 | Australië              | 10-0 (4)  | Italië                 |
| 17/08 | Dominicaanse Republiek | 11-1 (4)  | Botswana               |
| 17/08 | Australië              | 9-0 (5)   | Groot-Brittannië       |
| 17/08 | Nederland              | 8-1 (5)   | Italië                 |
| 17/08 | Verenigde Staten       | 5-1       | Taiwan                 |
| 18/08 | Italië                 | 6-0       | Botswana               |
| 18/08 | Australië              | 4-0       | Nederland              |
| 18/08 | Verenigde Staten       | 11-0 (4)  | Groot-Brittannië       |
| 19/08 | Dominicaanse Republiek | 7-0 (6) * | Taiwan                 |
| 19/08 | Italië                 | 9-0       | Groot-Brittannië       |
| 19/08 | Taiwan                 | 9-0 (5)   | Botswana               |
| 20/08 | Verenigde Staten       | 4-2 *     | Australië              |
| 20/08 | Nederland              | 14-1 *    | Dominicaanse Republiek |
| 20/08 | Taiwan                 | 1-0 (8)   | Italië                 |
| 20/08 | Australië              | 17-0 (4)  | Botswana               |
| 20/08 | Verenigde Staten       | 10-0 (4)  | Dominicaanse Republiek |
| 20/08 | Nederland              | 9-3       | Groot-Brittannië       |
| 21/08 | Australië              | 7-0 (6)   | Dominicaanse Republiek |
| 21/08 | Verenigde Staten       | 7-0 (5)   | Italië                 |
| 21/08 | Taiwan                 | 7-0 (5)   | Groot-Brittannië       |
| 21/08 | Nederland              | 12-0 (4)  | Botswana               |

| # | Land                   | W | V | Beslissing * |
| - | ---------------------- | - | - | ------------ |
| 1 | Verenigde Staten       | 7 | 0 |              |
| 2 | Australië              | 6 | 1 |              |
| 3 | Taiwan                 | 4 | 3 | 1-0          |
| 4 | Nederland              | 4 | 3 | 0-1          |
|   |                        |   |   |              |
| 5 | Italië                 | 3 | 4 | 1-0          |
| 6 | Dominicaanse Republiek | 3 | 4 | 0-1          |
| 7 | Botswana               | 1 | 6 |              |
| 8 | Groot-Brittannië       | 0 | 7 |              |

* Beslissing op basis van: 1) onderlinge resultaten, 2) runs tegen (onderlinge resultaten), 3) onderling resultaat

## Plaatsingwedstrijden 1-8
| Datum | Winnaar          | Uitslag    | Verliezer        |
| ----- | ---------------- | ---------- | ---------------- |
| 23/08 | Japan            | 4-0 *      | Australië        |
| 23/08 | Verenigde Staten | 6-1 *      | Canada           |
| 23/08 | Taiwan           | 3-0 *      | Nieuw-Zeeland    |
| 23/08 | Nederland        | 7-5 (10) * | China            |
| 23/08 | Canada           | 2-1        | Taiwan           |
| 23/08 | Australië        | 8-0 (5)    | Nederland        |
| 23/08 | Japan            | 6-1        | Verenigde Staten |
| 23/08 | Australië        | 7-3        | Canada           |
| 24/08 | Verenigde Staten | 8-1 (6)    | Australië        |
| 24/08 | Japan            | 4-1        | Verenigde Staten |

## Eindrangschikking
| Goud   | Japan            | 10-0 |    | 09                     | Cuba      | 3-4 (−19) |
| Zilver | Verenigde Staten | 09-2 | 10 | Italië                 | 3-4 (−28) |           |
| Brons  | Australië        | 08-3 | 11 | Tsjechië               | 3-4 (−29) |           |
| 04     | Canada           | 07-3 | 12 | Dominicaanse Republiek | 3-4 (−41) |           |
| 05     | Taiwan           | 05-4 | 13 | Rusland                | 2-5       |           |
| 06     | Nederland        | 05-4 | 14 | Botswana               | 1-6       |           |
| 07     | China            | 04-4 | 15 | Puerto Rico            | 0-7 (−24) |           |
| 08     | Nieuw-Zeeland    | 03-5 | 16 | Groot-Brittannië       | 0-7 (−64) |           |

N.B. rangschikking bij gelijke stand op basis van minste totaal aantal runs tegen (tussen haakjes vermeld).

## Nederlandse selectie
De selectie van het Nederlands softbalteam bestond uit zeventien vrouwen en stond onder leiding van Craig Montvidas.
| Positie                        | Speelster            | geb.datum  | Club             |
| ------------------------------ | -------------------- | ---------- | ---------------- |
| Werpers                        | Dagmar Bloeming      | 13-10-1987 | Sparks Haarlem   |
| Werpers                        | Femke van Dusschoten | 06-10-1986 | SV Terrasvogels  |
| Werpers                        | Lindsey Meadows      | 15-12-1982 | Olympia          |
| Werpers                        | Ginger de Weert      | 30-11-1990 | SV Terrasvogels  |
| Achtervangers                  | Dinet Oosting        | 15-05-1991 | Olympia          |
| Achtervangers                  | Nathalie Timmermans  | 21-07-1989 | Sparks Haarlem   |
| Achtervangers                  | Karin Tuk            | 28-08-1988 | Sparks Haarlem   |
| Honkspeelsters (Binnenvelders) | Virgine Annevels     | 06-07-1989 | Sparks Haarlem   |
| Honkspeelsters (Binnenvelders) | Anne Blaauwgeers     | 16-12-1988 | Alcmaria Victrix |
| Honkspeelsters (Binnenvelders) | Merel Oosterveld     | 16-01-1987 | Olympia          |
| Honkspeelsters (Binnenvelders) | Chantal Versluis     | 04-01-1988 | Sparks Haarlem   |
| Honkspeelsters (Binnenvelders) | Britt Vonk           | 11-04-1991 | SV Terrasvogels  |
| Buitenvelders                  | Jessie van Aalst     | 25-05-1992 | SV Terrasvogels  |
| Buitenvelders                  | Nathalie Gosewehr    | 24-10-1984 | Sparks Haarlem   |
| Buitenvelders                  | Saskia Kosterink     | 13-08-1984 | Sparks Haarlem   |
| Buitenvelders                  | Areke Spel           | 29-07-1986 | Sparks Haarlem   |
| Buitenvelders                  | Eva Voortman         | 29-11-1992 | Olympia          |